# Angyali meló
Az Angyali meló (eredeti cím: Delivering Milo) 2001-ben bemutatott családi, romantikus fantasy-film. Rendezője Nick Castle. Főszereplők Anton Yelchin (a kisfiú), Bridget Fonda és Campbell Scott a leendő szüleit játsszák, Albert Finney pedig Elmore Dahl, egy őrangyal, akinek feladata meggyőzni Milót arról, hogy érdemes megszületnie.
Magyarországi bemutató tévében: 2001. április 26. DVD-n 2005. június 14-én jelent meg.

## Cselekménye
|  | Alább a cselekmény részletei következnek! |

A történet a film végéig két szálon fut: az egyik egy még meg nem született kisfiú és angyali kísérője kalandjairól szól, a másik Elizabeth és Kevin története, akik első gyermeküket várják.
A mennyországban a születendő gyermekek (kinézetre 7-8 éves gyermekek, szolid öltözetben) ünnepélyes alkalomnak tekintik, amikor megszülethetnek. Kivéve Milót, aki nem akar megszületni, márpedig akkor a többi gyermek sem születhet meg, hiszen a szülők nem kaphatnak más gyereket, mint amit a mennyországban szántak nekik. A születés a gyerekek szempontjából egy díszes ajtó, ami mögött vakító fényesség árad rájuk és ahonnan időnként a szülő nő hangja hallható.
Az eset miatt felbolydul a rend, az öltönyös, de fiatal angyalok értekezletet hívnak össze. A megoldással egy idősebb angyal áll elő, Elmore: ő aznap éjfélig (Keleti-Parti Idő szerint) meggyőzi Milót, hogy érdemes megszületnie, és ehhez a kisfiúnak szabad akaratából azt kell kimondania, hogy „Hadd jöjjek végre a világra”.
Elmore azt kéri, hogy ő viszont élhessen tovább mint földi ember, abban az állapotban, ahogy most van. Ő ugyanis (földi idő szerint) húsz évvel azelőtt meghalt. Az angyalok kizárják ezt a lehetőséget, az „Úr” azonban áldását adja rá.
Elmore könnyűnek hiszi a feladatot: megmutatja a fiúnak azokat a dolgokat, amiket ő szeret, és kész is. A valóság azonban kijózanító. A fiút riasztja a nagy zaj, a nyüzsgés, ami New Yorkot jellemzi. Elmore kedvenc szendvicsével kínálja, amiből a fiú megkóstol egy kis darabot, de ki is köpi. Ezután fagylalttal próbálkoznak, ami már jobban ízlik neki.
Eközben kiviláglik, hogy Elmore nagy nőcsábász volt, telefonon több régi ismerősét is felhívja. Akinek már öt gyereke van, azzal nem foglalkozik többet... Elmore elsősorban saját magával törődik, mivel biztosra veszi, hogy folytathatja a földi életet. A fiúnak azonban egyáltalán nem tetszik a dolog, riasztja a képtárban látott festmény, ami szörnyűségeket ábrázol. A Szabadság-szobor azonban tetszik neki.
Elizabeth és Kevin bemennek a kórházba, mert megkezdődtek a szülést kísérő fájások. A kórházban azonban a fájdalmak megszűnnek, így Elizabethet másnap hazaküldi az orvos. Otthon veszekedni kezdenek, mert Elizabeth tele van félelemmel, Kevin viszont (Elizabeth szerint) túlzottan optimista. Kiderül, hogy Elizabeth apja nyolcéves kora körül elhagyta a családot, többet nem is hallott róla. Attól fél, hogy Kevin is ilyen lesz. Kevin felháborodik ezen, és elrohan a motorjával, hogy megetesse egy barátja macskáját. Elizabeth és Kevin munkatársa, Max kártyázni kezdenek, Elizabeth minden alkalommal nyer, ezért Max azt javasolja neki, hogy menjen el Atlantic Citybe és „fosszon ki” egy kaszinót. Ugyancsak Atlantic Citybe tart Elmore is, egy újabb régi barátnőjével, aki a válását ünnepli két barátnőjével. A kisfiút érdekli a csillogó környezet, azonban gyermeket nem engednek be a kaszinóba, ezért Milónak kint kell várakoznia.
Elizabeth elveszíti a zsetonjait, ezért kimegy a kaszinó elé sírdogálni. Itt találkozik Milóval. Miló próbálja vigasztalni, majd beülnek egy gyorsétterembe és fagyit esznek, amit mindketten szeretnek. Miló elmondja Elizabethnek, hogy tud jósolni kártyából és elkezdi kirakni a lapokat. Felfedi, hogy örömök és félelmek is vannak Elizabeth életében. Végül az utolsó lap az egészen közeli jövőt ábrázolja, az arckép pedig nem más, mint maga Elizabeth! Miló ebből rájön, hogy ő maga a születendő gyermek, akire Elizabeth annyira vár. Már csak pár perc van hátra éjfélig, ezért sietve elbúcsúzik azzal a szokatlan köszönéssel, amit Elizabeth apja írt a lányának egy képeslapon: „Halihó!”. Eközben Elmore újabb telefonhívást kap a mennyországból (a történet során különféle feliratokkal emlékeztetni kell rá, hogy vegye fel a telefont), amikor a régi nőismerősével készül lefeküdni: egyrészt már csak 21 perce van éjfélig, másrészt mivel „a legmagasabb helyről” kapta a megbízást, annak nyomós oka kell legyen. Elmore otthagyja a nőt és Milo keresésére indul, meg is találja, amint éppen elbúcsúzik Elizabethtől. Elmore felismeri a lányát, akit annak idején elhagyott. Milo azonban szabad akaratából kimondja a mondatot: szeretne megszületni. Elmore egy nyitott ajtóra mutat, ahol Milónak be kell lépnie, eközben Elizabeth kimegy az utcára, ahol Kevin a motorján ülve szólongatja.  Elizabeth rosszul érzi magát és Milo is a földön fekszik. Elmore nem tudja, mit csináljon: a lányához szeretne menni, de Milónak is segítenie kell. Végül Milót választja, akit be kell vinnie az ajtón (bár úgy tűnik, ezzel elveszíti a lehetőséget, hogy a sikeres küldetés jutalmaként a földön éljen).
A mennyországban a születés kapuja már majdnem teljesen bezáródott, és előző nap délután óta egyetlen gyermek sem született a világon! Milo egy kis erőre kap, amint meglátja a fényt, meghallja anyja hangját és a fényből egy segítő kéz is nyúl feléje...
A kis „Milo” megszületik a kiérkezett mentőautóban, Elmore pedig (belső információk szerint) „a legmagasabb helyről” számíthat dicséretre.
Másnap a kórházban Kevin (miközben újszülött gyermekét fogja a kezében) szokatlannak találja, amikor kint esni kezd a hó. A szülők nem tudják, hogy ez volt Milo kívánsága: „havat látni”, amit Elmore nem tudott teljesíteni...
|  | Itt a vége a cselekmény részletezésének! |

## Szereposztás
| színész        | szerep                            | magyar hang    |
| -------------- | --------------------------------- | -------------- |
| Bridget Fonda  | Elizabeth, gyermeket váró kismama | Orosz Anna     |
| Campbell Scott | Kevin, Elizabeth férje            | Czvetkó Sándor |
| Anton Yelchin  | Milo                              |                |
| Albert Finney  | Elmore Dahl, őrangyal             | Kránitz Lajos  |
| Gary Farmer    | Max, Kevin társa                  | Lázár Sándor   |
| Eric Da Re     | Orvos                             |                |

(magyar hangok)

## Fogadtatás
A kritikusok vegyes érzelmekkel fogadták és a történet ellentmondásait tették szóvá (például, hogy Milo átmeneti döntése miatt egyetlen gyermek sem születhet meg, és ennek következtében az emberiség ki fog halni).

## Fordítás
Ez a szócikk részben vagy egészben  a   Delivering Milo című angol Wikipédia-szócikk fordításán alapul.  Az eredeti cikk szerkesztőit annak laptörténete sorolja fel. Ez a jelzés csupán a megfogalmazás eredetét és a szerzői jogokat jelzi, nem szolgál a cikkben szereplő információk forrásmegjelöléseként. (csak az infobox adatai)